# قضیه پیکارد
در آنالیز مختلط، قضیه پیکارد، که به افتخار کاشف آن شارل امیل پیکار نامگذاری شد، یکی از دو قضیهٔ همچنان ممتاز به هم مرتبط است که هر دوی آنها دربارهٔ برد یک تابع تحلیلی است.

## بیان قضایا
قضیه اول، که هم چنین به «قضیهٔ کوچک پیکارد» معروف است، بیان می‌کند که اگر تابع f(z) تام و غیر ثابت باشد، برد f(z)، یا تمام صفحهٔ مختلط یا تمام صفحه به جز یک نقطه است.
قضیهٔ دوم، که هم چنین معروف به «قضیهٔ بزرگ پیکارد» است، بیان می‌کند که اگر نقطهٔ w نقطه تکین اساسی تابع f(z) باشد آن گاه در هر مجموعه باز شامل w,f(z) همه مقادیر ممکن را بینهایت بار، به استثنای حداکثر یک نقطه، اختیار می‌کند.
این قضیه صورت قوی تر قضیه وایرشتراس-کاسوراتی است، که فقط تضمین می‌کند که برد f در صفحهٔ مختلط چگال است.

## نکات
- این یک استثنای در حقیقت ضروری است.ez یک تابع تام است که در هیچ‌کجا صفر نمی‌شود و e1/z در صفر دارای تکین اساسی است، اما باز هم در هیچ جا صفر نمی‌شود.
- قضیه کوچک پیکارد از قضیه بزرگ پیکارد نتیجه می‌شود چون یک تابع تام، یا یک چند جمله‌ای است یا اینکه در بینهایت تکین اساسی دارد.
- حدس اخیر برنارد السنر به قضیه بزرگ پیکارد مرتبط است: فرض کنید {\displaystyle D-\{0\}} دیسک واحد بازی در صفحهٔ مختلط باشد و فرض کنید {\displaystyle U_{1},U_{2},\dots ,U_{n}} یک پوشش بازمتناهی از {\displaystyle D-\{0\}} هستند. فرض کنید در هر {\displaystyle U_{j}} یک تابع هولومورفیک یک به یک موجود است به طوری که {\displaystyle df_{j}=df_{k}} در هر اشتراک {\displaystyle U_{j}\cap U_{k}}. آنگاه دیفرانسیل‌ها به هم متصل می شونند و به تابع مرومورفیک یک شکل روی دیسک تبدیل می‌شود. (در حالت خاصی که مانده صفر است، حدسیهٔ مذکور از قضیه پیکارد نتیجه می‌شود)